# Lärbro kyrka

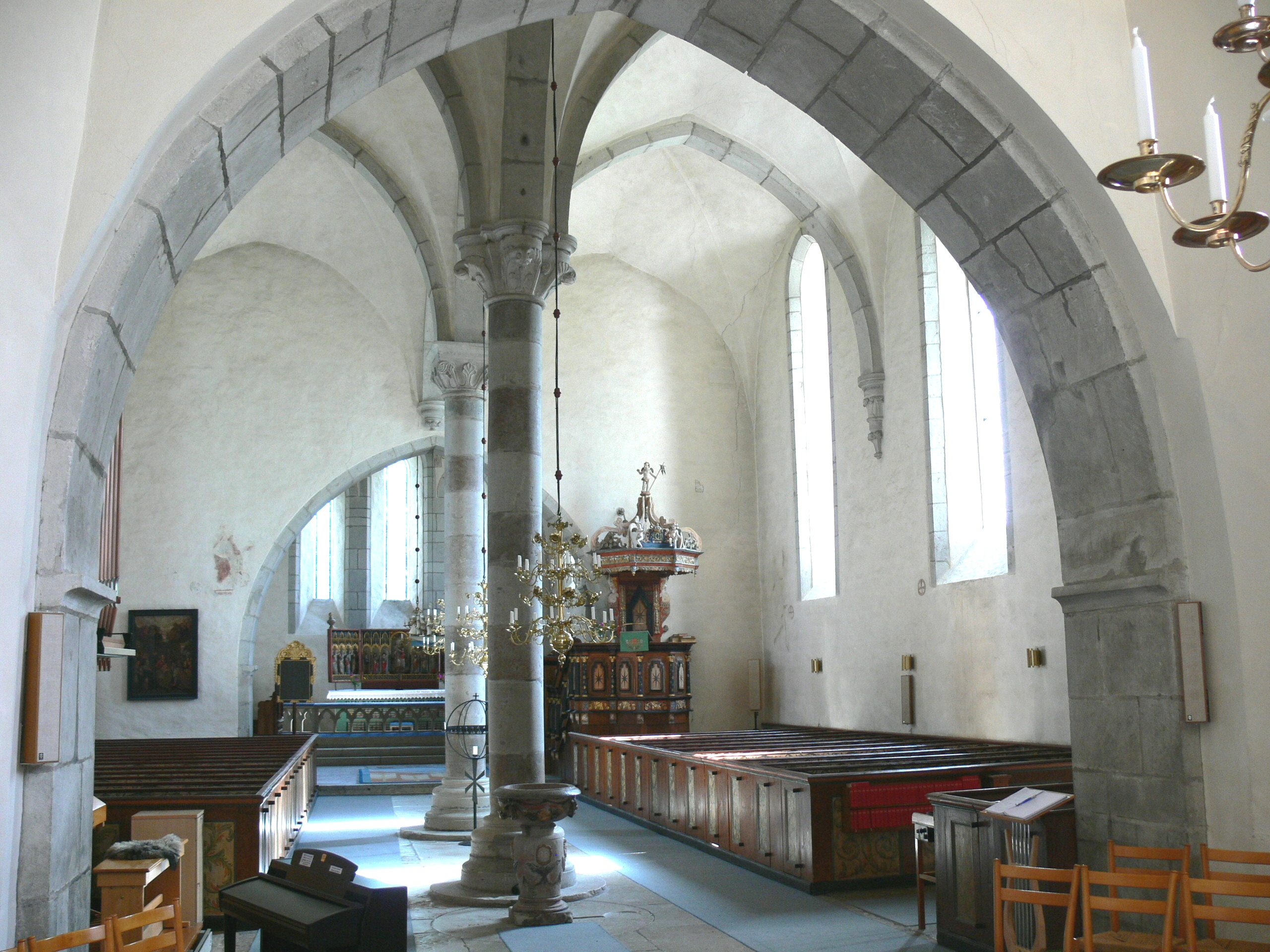
Interiör mot koret i öster.

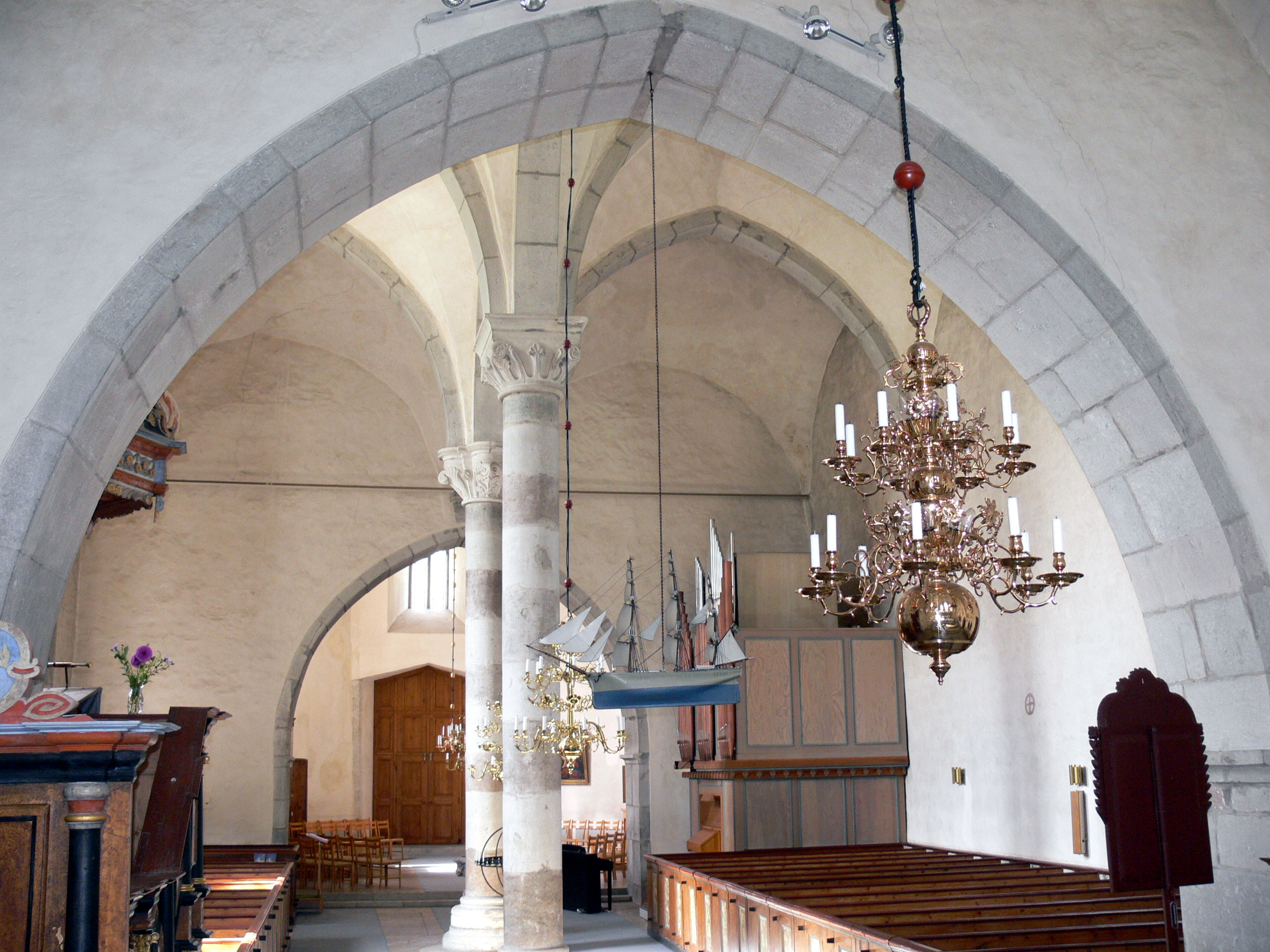
Interiör från koret mot väster.

Lärbro kyrka är en kyrkobyggnad i Lärbro på Gotland.

## Historik
Den medeltida stenkyrkan utmärker sig genom sitt originella åttakantiga västtorn. I övrigt består den av ett tvåskeppigt långhus med ett smalare, rakslutet kor samt en sakristia i norr. Mindre rester av en tidigare romansk kyrka, som var försedd med ett fyrsidigt västtorn, ingår i den nuvarande, bland annat finns ett skulpterat tympanon över sakristiedörren. Nuvarande långhus och kor stod färdigt i slutet av 1200-talet, västra delen är något yngre än den östra.
Tornet har genom dendrokronologisk undersökning daterats till 1340-talet. Dess överdel förstördes i en storm 1522, varefter översta våningen revs och dess nuvarande överbyggnad och spira uppfördes. Tornets kraftiga strävpelare tillkom vid okänd tidpunkt efter medeltiden. Exteriören präglas också i hög grad av tornet; dess hörnlisener avslutas med fialer mellan de små gavelröstena mynnar ut i fantasifulla vattenkastare.
Sydsidans kor- och långhusportaler har vackert utsmyckade kapitälband. Fönsteröppningarna är spetsbågiga.

## Interiör
Långhuset, vars sex kryssvalv uppbärs av slanka kolonner med ornerade kapitäl, sammanbinds genom vida spetsbågiga muröppningar i dess båda ändar med respektive tornrum och kor. Tornrummet täcks av ett högt valv med åtta valvbågar, medan koret, vilket upplyses av en trefönstergrupp i öster, har två kryssvalv. Sparsamma rester av medeltida kalkmålningar tros härstamma från slutet av 1200-talet.
Kyrkan restaurerades 1953–1955 efter ett förslag av arkitekten Olle Karth.

## Orgel
- 1956 byggde Lindegren Orgelbyggeri AB, Göteborg, en pneumatisk orgel med fria och fasta kombinationer.

| Huvudverk I   | Svällverk II     | Pedal       | Koppel   |
| Principal 8’  | Rörflöjt 8’      | Subbas 16’  | I/P      |
| Gedackt 8’    | Salicional 8’    | Oktavbas 8’ | II/P     |
| Oktava 4’     | Gedacktpommer 4’ | Gedackt 8'  | II/I     |
| Kvinta 2 2⁄3’ | Waldflöjt 2’     | Koralbas 4' | I 4'/I   |
| Oktava 2'     | Scharf 3 kor     |             | II 16'/I |
| Mixture 4 kor | Krumhorn 8'      |             | II 4'/I  |
| Trumpet 8'    | Tremulant        |             |          |

### Gamla orgeln
- 1827 köptes en orgel från Trefaldighetskyrkan, Karlskrona, som byggdes 1819 av en okänd orgelbyggare. Orgeln är mekanisk.

| Manual C-f3          | Pedal C-g0 |
| Principal 8’ D       | bihängd    |
| Gedakt 8’ B/D        |            |
| Wiol Degamba 8’ B    |            |
| Fugara 8’ D          |            |
| Principal 4' B       |            |
| Spets Fleut 4’       |            |
| Fleut Dus 4'         |            |
| Fleut Ant 4'         |            |
| Super Spets Fleut 2' |            |

#### Diskografi
- Holmgren, Claes (2013). ”Tobakskungens orgel i Lärbo”. Organ document Gotland : meeting nine organs. Visby: Visby domkyrkoförsamling. Libris 14683788

## På kyrkogården
Väster om Lärbro kyrka, i kyrkogårdsmuren, står ett medeltida murat torn, en kastal från 1100-talet. Två medeltida tumbor från 1300-talets förra hälft finns bevarade söder om kyrkan.

## Galleri

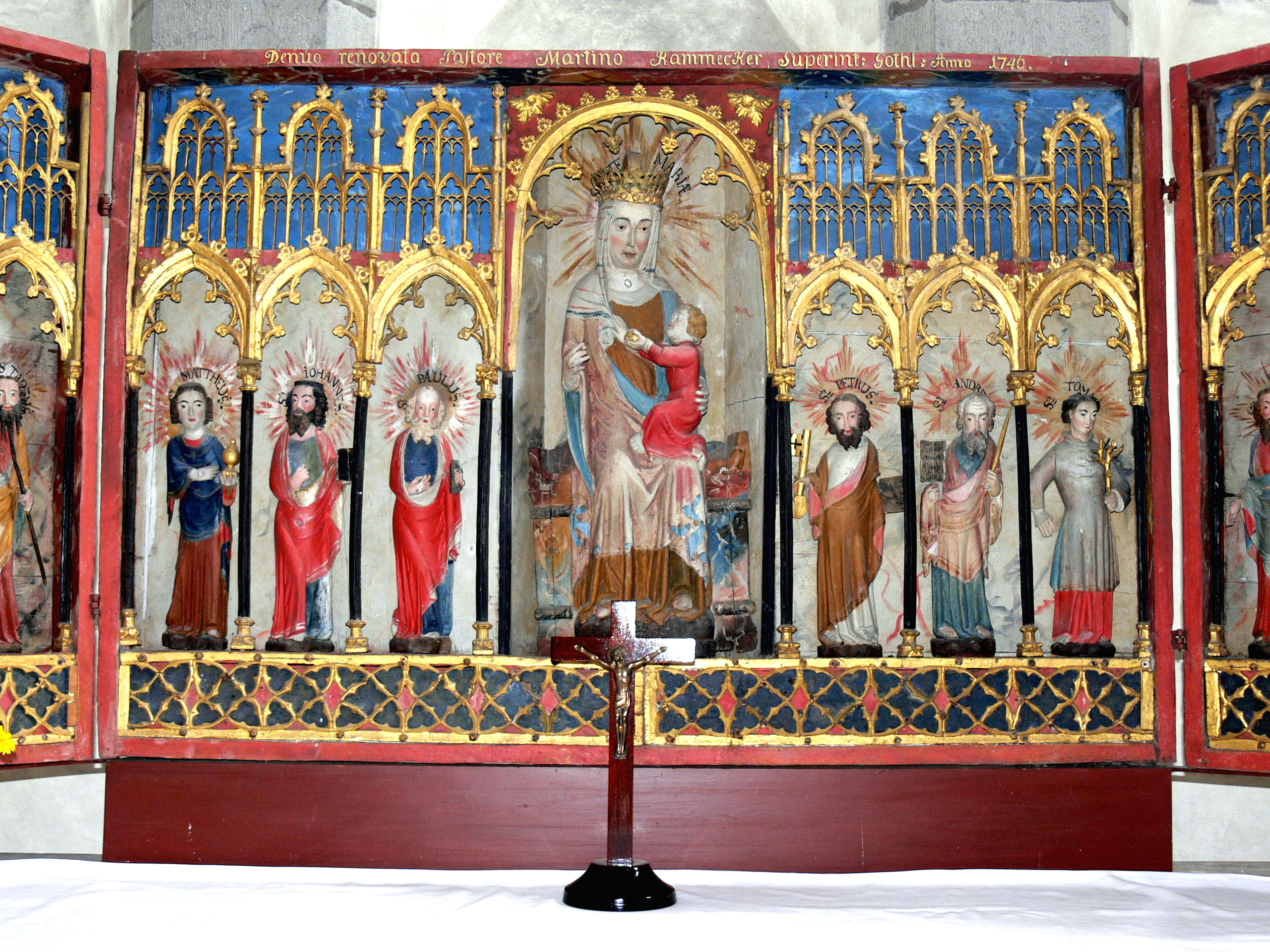
Altarskåpet från 1400-talet
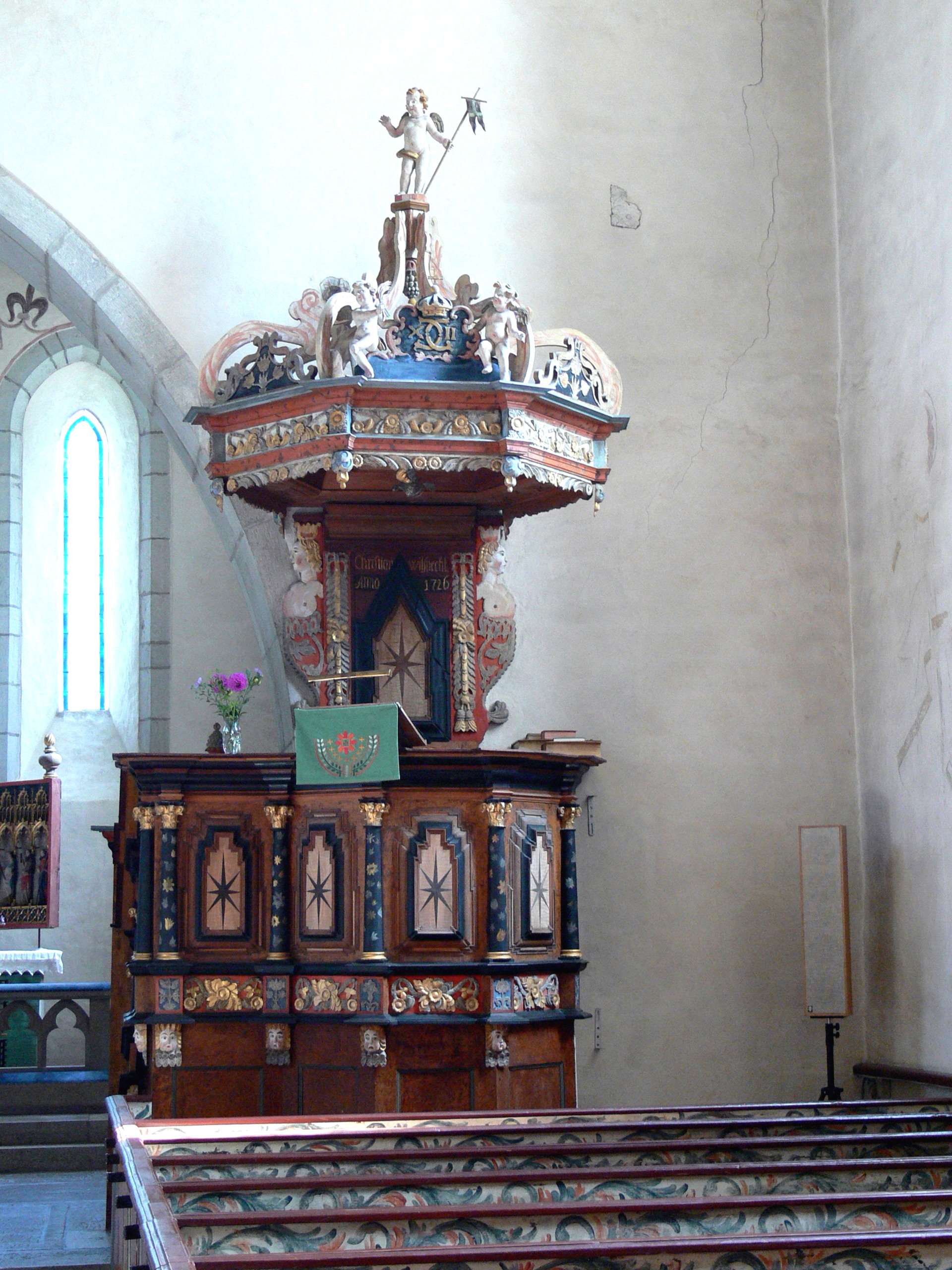
Predikstol utförd 1718
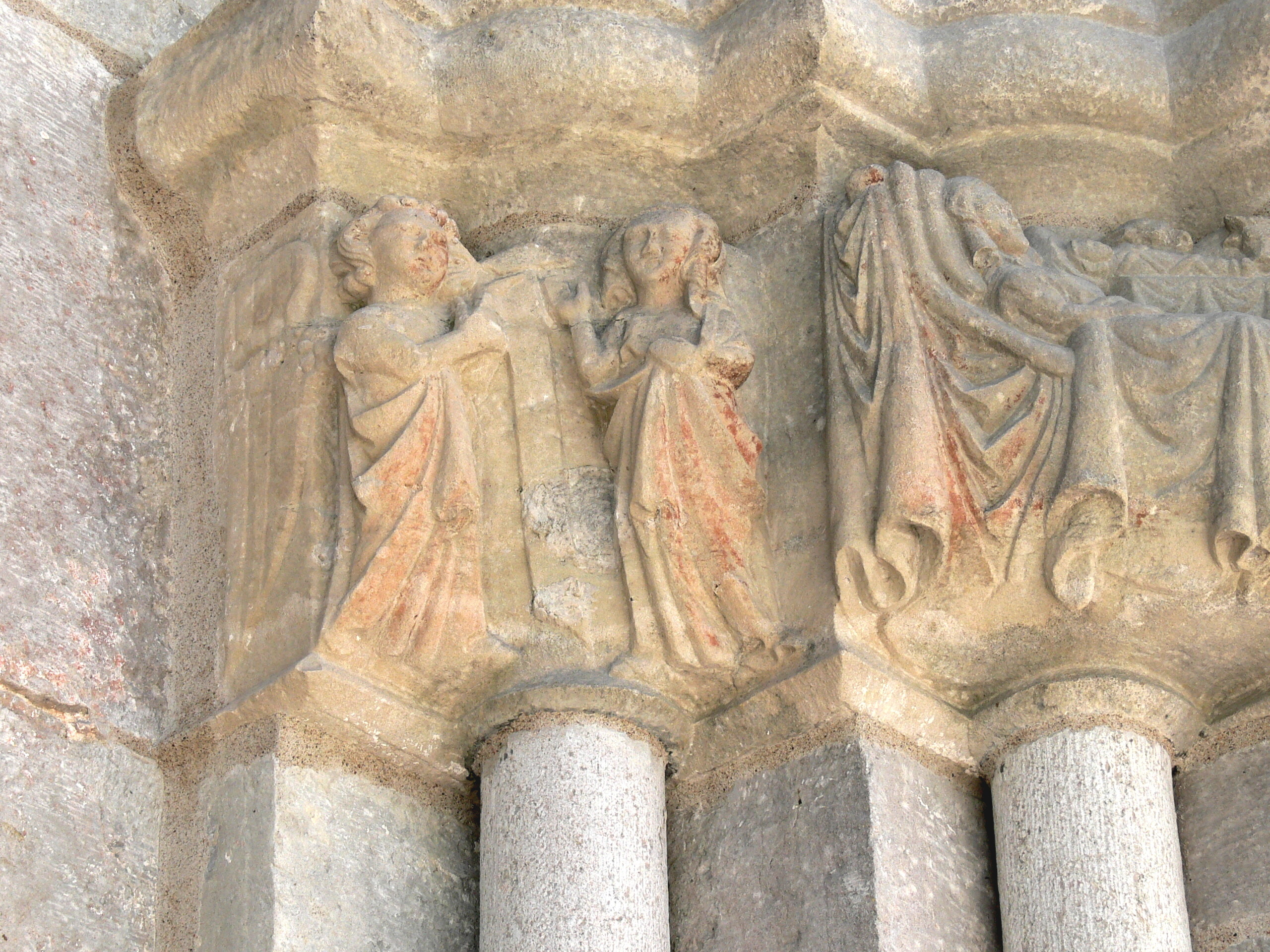
Skulpturer på kapitälbandet
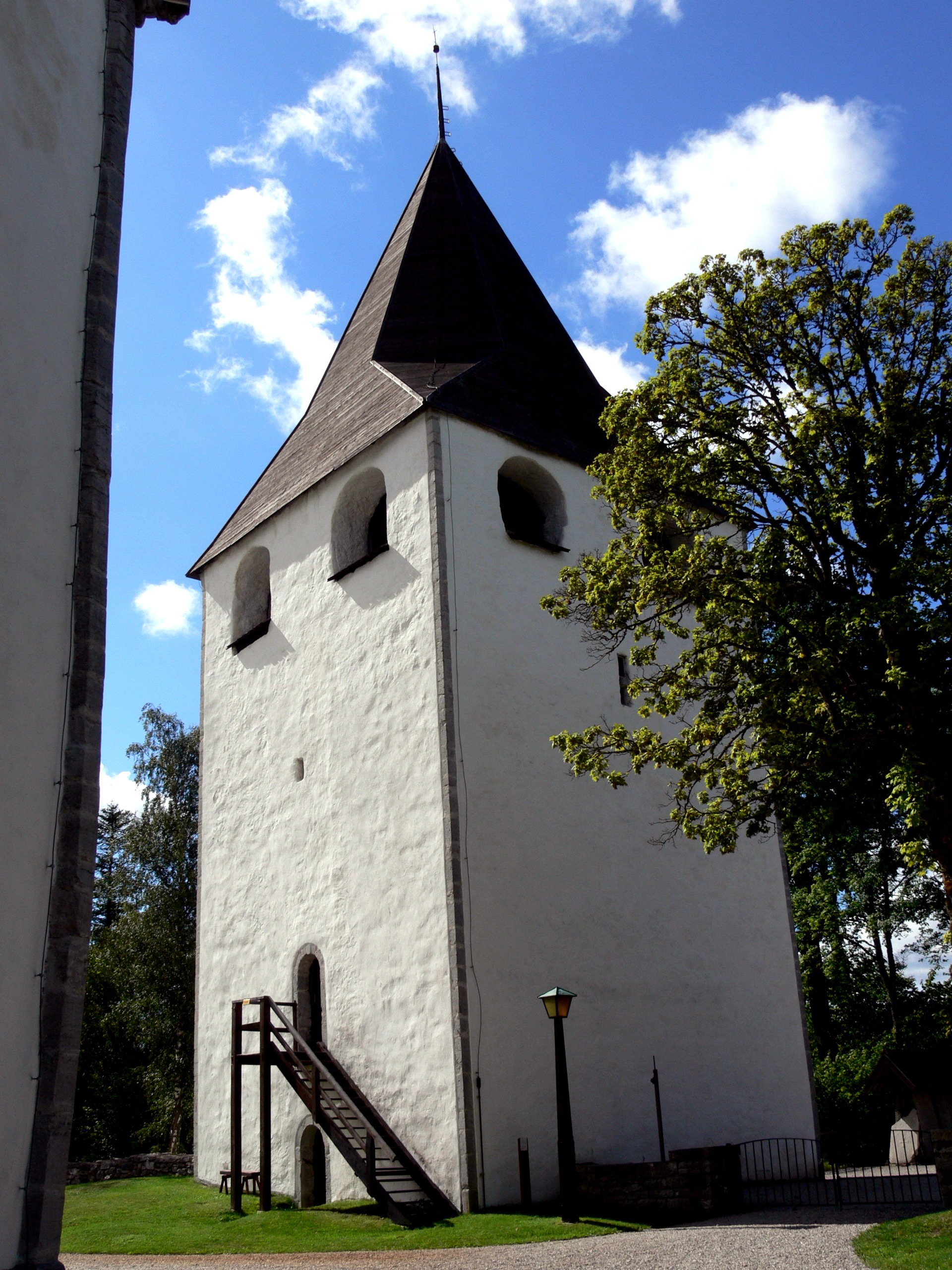
Kastal från 1100-talet
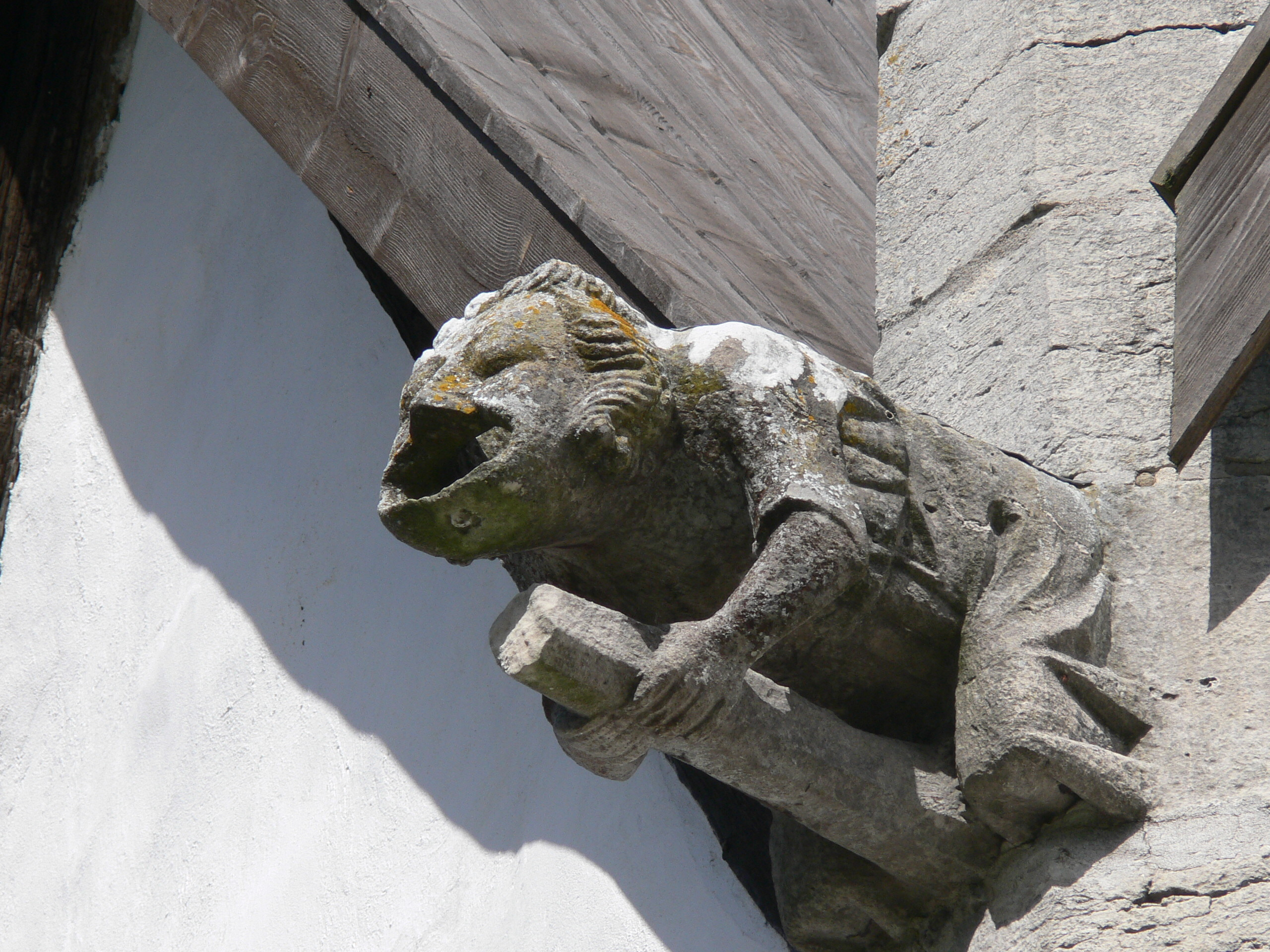
Skulpterad vattenkastare
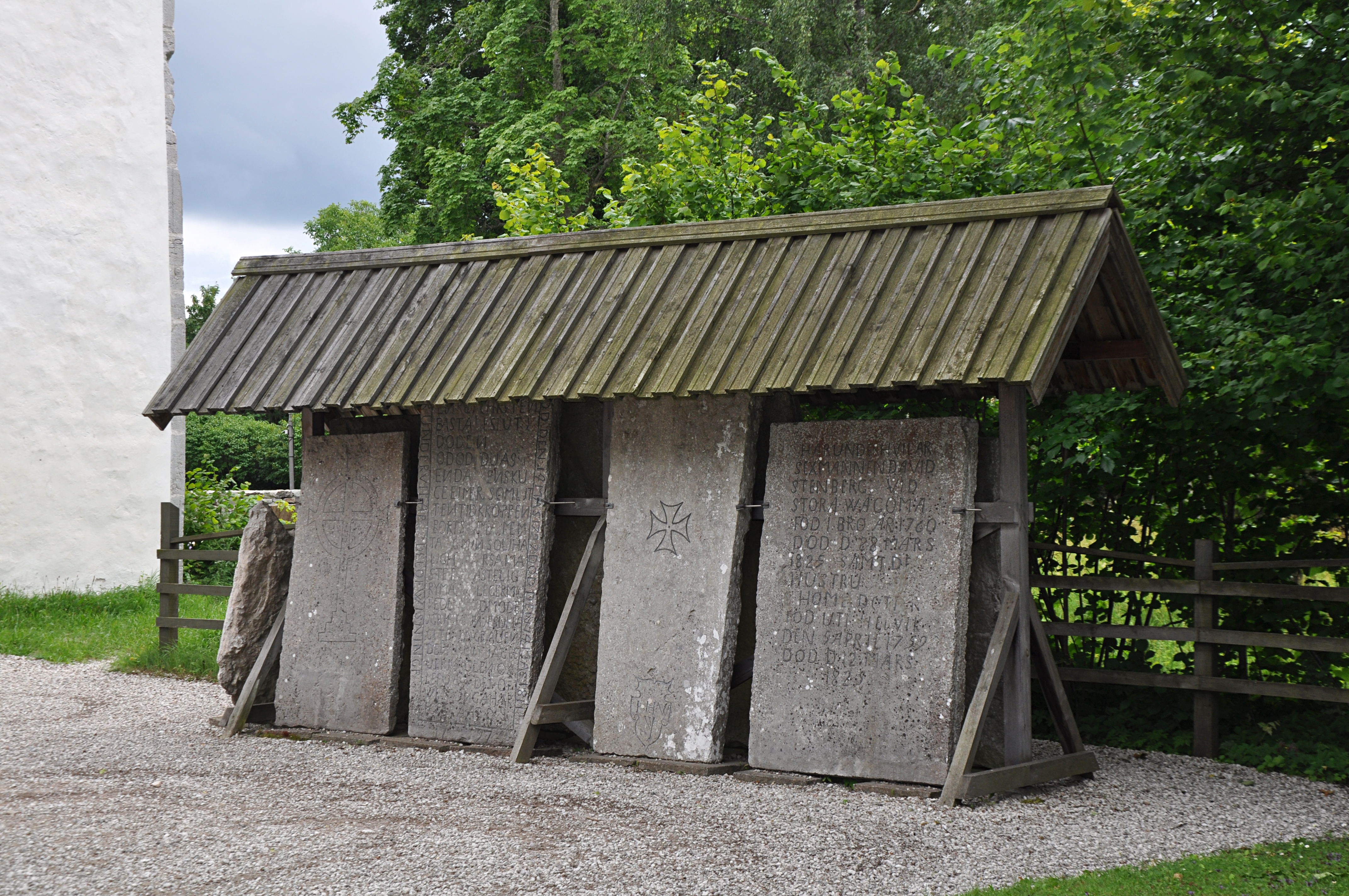
Gravhällar i ett ställ
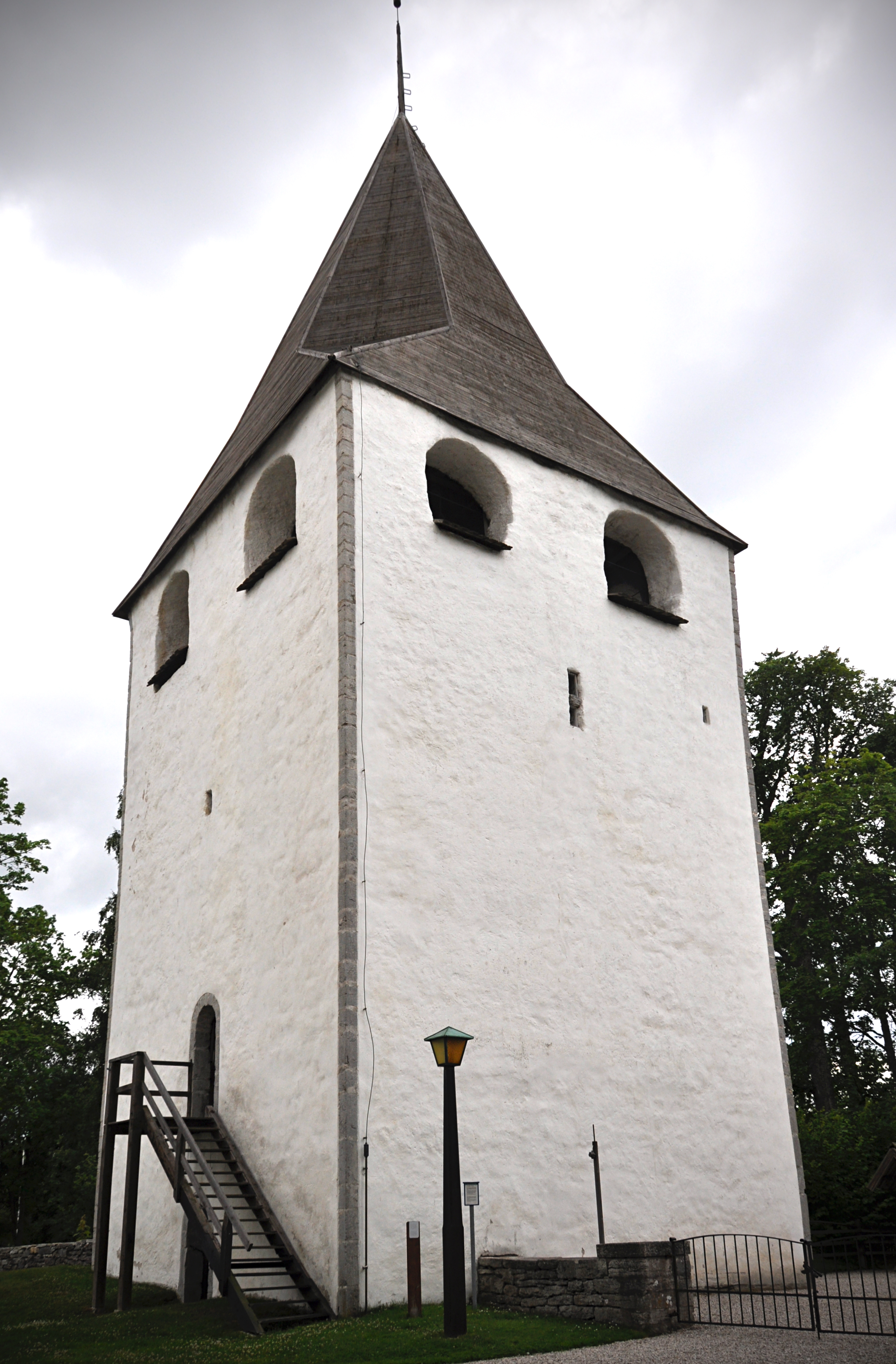
Regnväder på gång över kyrkans kastal
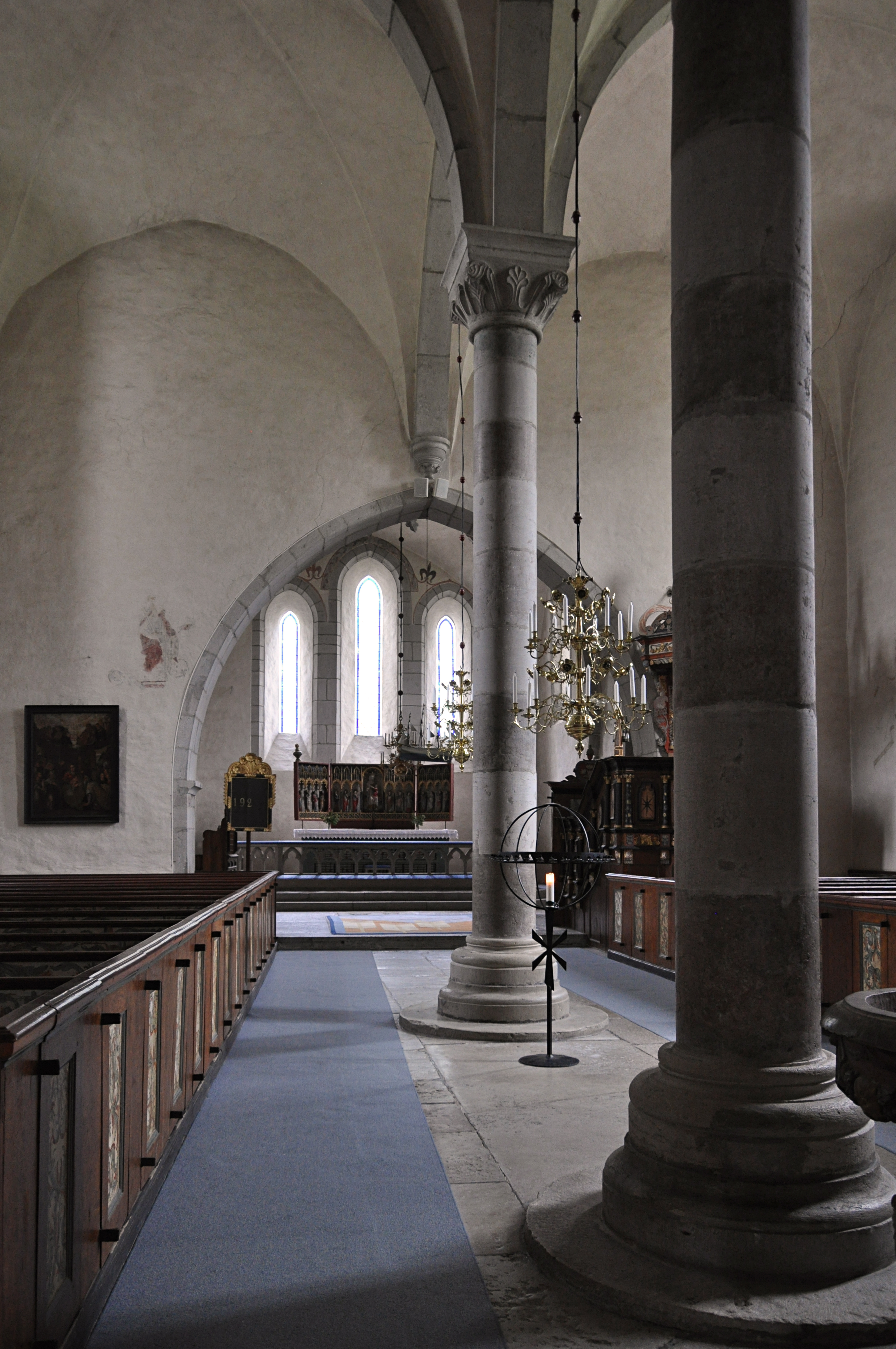
Långskeppet mot öster
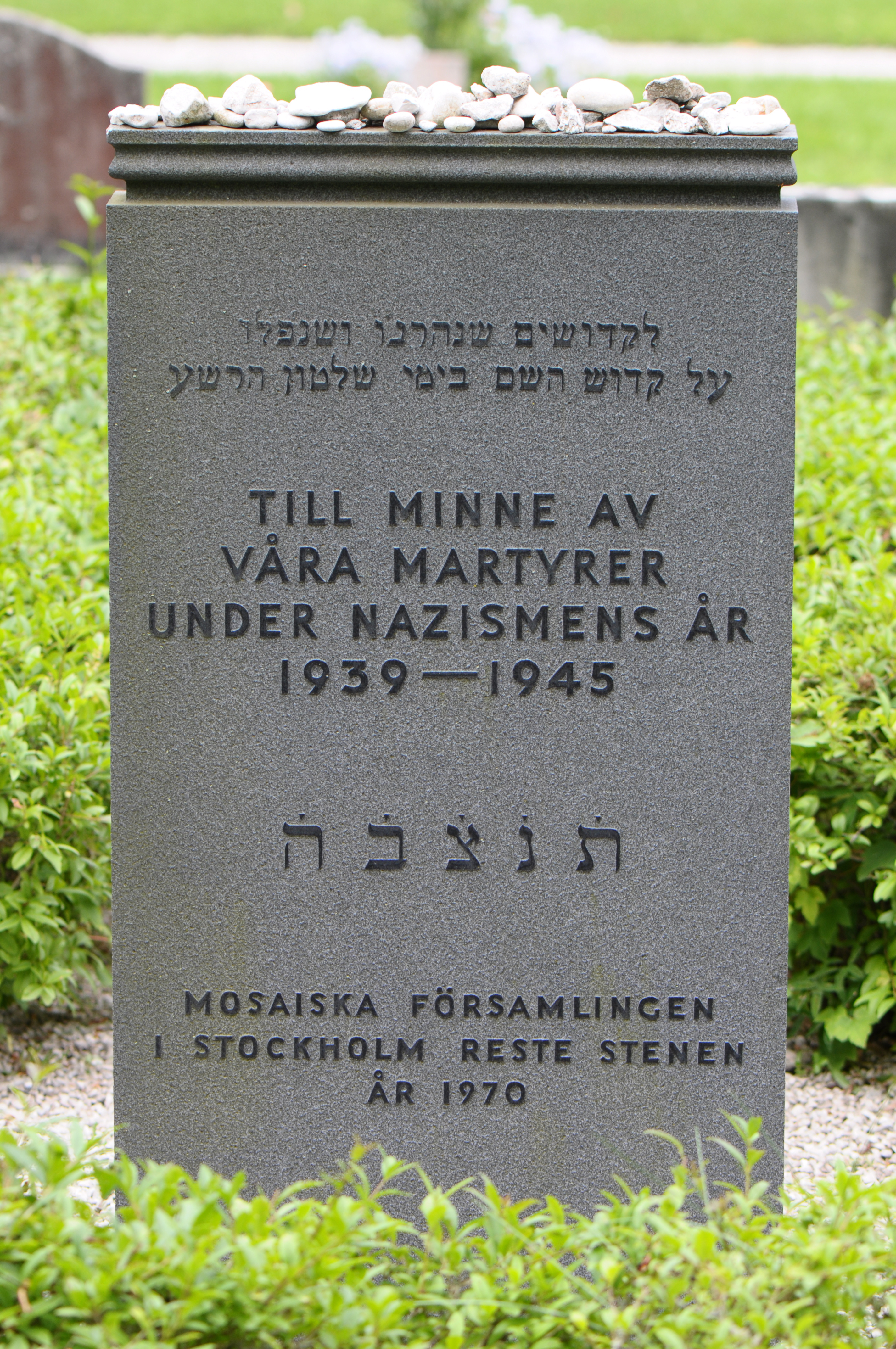
Mosaisk gravplats Lärbro kyrkogård